# 平家没官領
平家没官領（へいけもっかんりょう）とは、平家が没落・滅亡した際に朝廷によって没官された所領のこと。その多くが後に源頼朝に与えられ、鎌倉幕府の関東御領の主要部分を構成した。

## 概要
平家没官領とは、平家一門を本家職・領家職・預所職に持つ荘園を指すが、それ以外にも平家の家人や治承の乱において平家方について平家の与党人あるいは謀叛人と認定された者が荘園や国衙領に持っていた下司職や郷司職などの所職を含む場合がある。通説では500か所にのぼったと伝えられているが、これを裏付ける明確な史料は存在していない。
寿永2年7月25日（1183年8月14日）、安徳天皇を奉じた平家一門が平安京（京都）を脱出して西国に逃れると、3日後には後白河法皇による平家追討の院宣が出され、8月6日（同年8月25日）には平家一門200名余りの官職を剥奪した。時期は不明であるが、この過程で平家一門の所領に対する没官も実施されたと考えられている。
8月18日には源義仲に没官領のうち140か所余り、源行家にも90か所余りが与えられた（『延慶本平家物語』）。ところが、義仲が後白河法皇と対立して12月に法住寺合戦を起こすと、法皇に強要して更に80か所余りを獲得した。一方、行家は義仲との対立によって京都から脱出して没落した。翌元暦元年（1184年）に入ると、義仲は源頼朝によって討たれ、最終的に平家の没官領は全て頼朝に与えることになった。その直後（同年3月頃）に朝廷から頼朝の元に没官領に関する注文が送られた（「平家没官領注文」）。「平家没官領注文」には約500か所が記載され、頼朝没後も鎌倉幕府によって保管された。ただし、注文に掲載されている没官領が全て頼朝のものになった訳ではない。例えば、頼朝は自分の命の恩人である池禅尼の子孫、すなわち平清盛の異母弟平頼盛の所領34か所は当人（池氏）に返却され、自分の弟である義経に24か所、妹である坊門姫（一条能保室）に20か所を分け与えている（ただし義経に与えた分は、義経が頼朝と対立するようになると再び没収された）。京都にあった平時忠の邸宅は一旦は没収されて平家没官領となったが、頼朝は時忠の家族をそのまま居住させている。また、頼朝から寺社に寄進されたものもあった。さらに、別の経緯で頼朝が獲得した没官領もあったとみられている。頼朝は没官領を自らの直轄領（関東御領）として実際の経営は御家人を地頭・預所として派遣して行わせることで自らの政権（鎌倉幕府）を政治的・財政的に安定させた。
なお、日本史学者の川合康は、内乱を契機としておこなわれた敵方所領の没収と律令以来の没官刑とが複合した結果、中世の地頭制度が形成されたと論じている。平家没官領など承久の乱以前に補任された地頭を「本補地頭」と称するのに対して、乱後に没収した朝廷の所領に補任された地頭は「新補地頭」と称している。